# جيريمي دالي روبرتس
جيريمي دالي روبرتس (بالإنجليزية: Jeremy Dale Roberts)‏ هو ملحن بريطاني، ولد في 16 مايو 1934 في Minchinhampton ‏ في المملكة المتحدة، وتوفي في 11 يوليو 2017.

## وصلات خارجية
- جيريمي دالي روبرتس على موقع ميوزك برينز (الإنجليزية)
- جيريمي دالي روبرتس على موقع أول ميوزيك (الإنجليزية)
- جيريمي دالي روبرتس على موقع ديسكوغز (الإنجليزية)